# Margot Marsman
Margot Marsman, po mężu de Jong (ur. 9 lutego 1932 w Haarlemie, zm. 5 września 2018 tamże) – holenderska pływaczka, medalistka olimpijska z 1948.
Zdobyła srebrny medal na mistrzostwach Europy w 1947 w Monte Carlo w sztafecie 4 × 100 m stylem dowolnym (w składzie: Marsman, Irma Schuhmacher, Marie-Louise Vaessen i Hannie Termeulen).
Na igrzyskach olimpijskich w 1948 w Londynie wywalczyła brązowy medal w sztafecie 4 × 100 m stylem dowolnym (w składzie: Schuhmacher, Marsman, Vaessen i Termeulen).